# Carta blanca
Un cheque en blanco o carta blanca (del francés carte blanche), en sentido literal, es un cheque sin valor monetario, pero ya firmado. En sentido figurado, se utiliza para describir una situación en la que se ha llegado a un acuerdo abierto o vago, y por tanto susceptible de abuso, o en la que una de las partes está dispuesta a considerar cualquier gasto en la consecución de sus objetivos. 

## Origen del término
El cheque en blanco es una expresión histórica que hace referencia al apoyo diplomático total del Imperio alemán a su aliado austrohúngaro tras el bombardeo de Sarajevo el 28 de junio de 1914. Esta actitud de inflexibilidad diplomática se considera a menudo como una de las causas inmediatas de la Primera Guerra Mundial, frente a causas más profundas (tensiones internacionales y rivalidades económicas en particular). 

El 5 de julio de 1914, Alemania dio a Austria un «cheque en blanco» en la gestión de su castigo a Serbia por el asesinato del heredero al trono austriaco. Ello condujo al inicio de la Gran Guerra. El canciller alemán Theobald von Bethmann Hollweg comunicó al embajador austriaco en Berlín que el emperador austriaco contaba con el apoyo del Kaiser alemán:
Finalmente, en lo que concierne a Serbia, Su Majestad, por supuesto, no puede interferir en la disputa que tiene lugar ahora entre Austria-Hungría y ese país, ya que es un asunto que no es de su competencia. Sin embargo, el emperador Francisco José puede estar seguro de que Su Majestad apoyará fielmente a Austria-Hungría, tal y como exigen las obligaciones de su alianza y de su antigua amistad.
La consecuencia directa de este cheque en blanco concedido a Austria-Hungría fue reforzar su posición, lo que le permitió enviar a Serbia el ultimátum del 23 de julio de 1914.

## Significado literal
Se aconseja a los libradores de cheques que especifiquen el importe del cheque antes de firmarlo. Un cheque en blanco puede resultar extremadamente caro para el librador que lo emite, ya que quien obtenga el cheque podría escribir en él cualquier cantidad de dinero, y podría cobrarlo (si la cuenta corriente o la cuenta de cheques contiene fondos suficientes, y dependiendo de las leyes del país específico). Según la legislación estadounidense, un cheque en blanco es un ejemplo de «instrumento incompleto», tal y como se define en el artículo 3, Sección 115 (a) del Código Comercial Uniforme (Uniform Commercial Code). Escribir una cantidad en un cheque en blanco, sin la autorización del firmante, es una «alteración». Equivale legalmente a cambiar los números de un cheque completado (no en blanco).